# 分光視差
分光視差（英語：Spectroscopic parallax）或主序擬合（英語：main sequence fitting）是天文學上量測恆星距離的一種方法。
儘管名稱有不同，但它並不依賴於幾何的視差效應。分光視差技術可以應用於任何可以記錄光譜的主序帶恒星。這種方法取決於恆星是否足够明亮，足以提供可量測的光譜。截至2013年，這種方法的極限距離大約限制在10,000秒差距左右。
要應用這種方法，必須量測恆星的視星等，並瞭解這顆恆星的光譜類型。光譜類型可以通過觀察恆星的光譜來確定。如果恒星位於主序帶上，其光度等級的確定，則依據恆星的光譜類型可以很好地估計它的絕對星等。知道了恆星的視星等（m）和絕對星等（M），就可以用{\displaystyle m-M=5\log(d/10)}來計算恆星的距離d（以秒差距為單位，參見距離模數。）。到恆星的真實距離可能由於星際消光的加入計算而有所不同。
這種方法的導出歸功於沃爾特·西德尼·亞當斯（英語：Walter Sydney Adams）和恩斯特·阿諾德·科爾許特（英語：Ernst Arnold Kohlschütter）對太陽黑子和恆星光譜的研究。
這種方法是宇宙距離尺度上的重要一步。